# Tammy (poupée)
Pour les articles homonymes, voir Tammy.

Logo des poupées Tammy.

Tammy est une ancienne poupée mannequin de 30 cm, créée et commercialisée par la société américaine Ideal Toy Company de 1962 à 1966. Elle fait sa première apparition à la foire internationale du jouet, accompagnée du slogan « The Doll You Love to Dress » (« la poupée qu'on aime habiller »). Tammy a l'allure d'une jeune fille de 16 ans, plus « girl next door » que les sophistiquées Barbie de Mattel et Tressy d'American Character Doll Company. 

## Histoire
Les créateurs de la poupée se sont vaguement inspirés de « Tammy », l'héroïne d'un film sorti en 1957, Tammy and the Bachelor. Tammy est produite en trois versions : la première avec des jambes raides, la deuxième « Pos'n Tammy », sortie en 1964, avec des jambes pliantes et la dernière « Grown-up Tammy », sortie en 1965, est une version plus âgée. La Grown-up Tammy est également sortie en version afro-américaine la même année, en vinyle et plastique noir . La poupée cesse d'être fabriquée en 1966.  

## Amis et famille
Ideal Toy Company a produit plusieurs poupées présentées comme faisant partie de sa famille et de ses amis. Dès 1963, Tammy est ainsi accompagnée de ses parents « Mom », « Dad », de ses frères Ted (l'aîné) et Pete (1964) ainsi que de sa petite sœur Pepper. Elle peut également compter sur son amie glamour Misty (1965) ainsi que sur ceux de Pepper, Dodi (1964), Patti (1964) et Salty (1965). Un petit-ami, Bud, lui est attribué à la fin de l'année 1965 lorsque la production se terminait, il est donc particulièrement rare. 

## Variantes internationales
Au Canada, la licence est acquise par la société Reliable Toy Company qui la propose avec une couleur de cheveux supplémentaire (brune), avec un marquage différent (Reliable/Made in Canada dans le dos),. En France, c'est la société Arbois qui se charge de la distribuer à partir de 1964. Elle est également fabriquée et commercialisée sous le nom de Suzi par la société brésilienne Estrella.